# MissieNederland
MissieNederland, voorheen bekend onder de naam Evangelische Alliantie (EA), is een organisatie van evangelische christenen. Deze alliantie is onderdeel van de Europese Evangelische Alliantie, die op zijn beurt onderdeel is van de World Evangelical Alliance die in 1846 werd opgericht. Deze alliantie is actief in 128 landen en vertegenwoordigt circa 600 miljoen christenen. Regelmatig geeft de alliantie persberichten uit met informatie over ontwikkelingen binnen het christendom. Ook wordt informatie verzameld over vervolgingen van christenen in islamitische en communistische landen. Jaarlijks wordt daarover gerapporteerd.

## Nederland
MissieNederland is ontstaan door een fusie van de Nederlandse Stichting Evangelische Alliantie (EA) met de Stichting Evangelische Zendingsalliantie. Deze fusie vond plaats op 1 juli 2013. Op 21 mei 2015 werd de naam van de organisatie omgedoopt tot MissieNederland.  
Bij MissieNederland zijn ruim 100 organisaties, zes kerkgenootschappen en enkele honderden gemeenten (van gereformeerd tot pinkstergemeenten) aangesloten. Directeur sinds 1 april 2023 is Martine Versteeg. De voorzitter van MissieNederland is Setkin Sies. Het kantoor staat in Driebergen.
Belangrijkste doel is samenwerking op de terreinen van kerk en samenleving, de wereldwijde missie (global missions) en volgende generaties. Doel is de opbouw van missionaire gemeenten en organisaties die op een eigentijdse wijze in woord en daad getuigen van het evangelie van Jezus Christus. 
In 2016 vond bij MissieNederland een reorganisatie plaats waardoor het aantal fte van 9,2 naar 6,7 daalde. De reden was een terugname in donaties. In 2017 volgde een nieuwe reorganisatie. De directe aanleiding was ditmaal het wegvallen van de ondersteunende dienstverlening aan hulporganisatie EO Metterdaad.

## Evangelische Alliantie Vlaanderen
De Evangelische Alliantie Vlaanderen is ontstaan in 1980 en verenigt verschillende denominaties en onafhankelijke gemeentes en kerken. Als denominaties zijn er aangesloten: Het ECV (Evangelische Christengemeenten in Vlaanderen), VIANOVA (voorheen Belgische Evangelische Zending), de VEG (Vrije Evangelische Gemeenten) en het het VVP (Verbond van Vlaamse Pinkstergemeenten).